# نايجل لامب
نايجل لامب (بالإنجليزية: Nigel Lamb) هو طيار بريطاني، ولد في 17 أغسطس 1956 في رودسيا.

## وصلات خارجية
- نايجل لامب على موقع IMDb (الإنجليزية)